# 宮本谷蔵
宮本 谷蔵（みやもと たにぞう、1845年10月15日（弘化2年9月15日）- 1932年（昭和7年）3月20日）は、日本の実業家、政治家。貴族院多額納税者議員。

## 経歴
阿波国勝浦郡中郷村（現徳島県小松島市中郷町）で、素封家・宮本本右衛門の長男として生まれ、その後、家督を相続した。
1897年7月3日、徳島市前川町に徳島県初の紡績工場を経営する阿波紡績株式会社が設立され、宮本が初代社長に就任した。次の社長に板東倹吉が就任したが、赤字経営のため再び宮本が社長に就任して整理に当り、会社は堺紡績に合併した。
1904年6月10日に執行された、徳島県下15名の互選による貴族院多額納税者議員選挙で当選し、同年9月29日に就任し、1911年9月28日まで1期在任した。
その後はあまり活躍することはなく、1932年3月に名東郡八万村沖浜（現徳島市沖浜町北畑）の縁者宅で死去した。